# Cao Liguo
Cao Liguo (Guangxi, 4 de outubro de 1998) é um lutador de estilo greco-romana chinês.

## Carreira
Em abril de 2023, Cao conquistou a medalha de bronze nos 60 kg do Campeonato Asiático de Luta Livre de 2023 após derrotar Yernur Fidakhmetov.
Em setembro de 2023, ele conquistou a medalha de bronze nos 60 kg do Campeonato Mundial de Luta Livre de 2023 após derrotar Gevorg Gharibyan.
Em agosto de 2024, Cao conquistou a medalha de prata na prova masculina de 60 kg nos Jogos Olímpicos de Verão de 2024 em Paris, França, após perder para o japonês Kenichiro Fumita na final.